# Campionati del mondo Ironman del 2008
L'edizione dei Campionati del Mondo di Ironman del 2008 si è tenuta a Kailua-Kona, Hawaii.
Tra gli uomini ha vinto l'australiano Craig Alexander, mentre tra le donne si è laureata campionessa del mondo "ironman" per la seconda volta consecutiva la britannica Chrissie Wellington.
Si è trattata della 32ª edizione dei campionati mondiali di ironman, che si tengono annualmente dal 1978 con una competizione addizionale che si è svolta nel 1982. I campionati sono organizzati dalla World Triathlon Corporation (WTC).

## Ironman Hawaii - Classifica

### Uomini
| Pos. | Tempo   | Nome                | Paese           | Ripartizione tempi | Ripartizione tempi | Ripartizione tempi | Ripartizione tempi | Ripartizione tempi |
| Pos. | Tempo   | Nome                | Paese           | Nuoto              | T1                 | Bici               | T2                 | Corsa              |
| ---- | ------- | ------------------- | --------------- | ------------------ | ------------------ | ------------------ | ------------------ | ------------------ |
|      | 8:17:45 | Craig Alexander     | Australia       | 51:43              | 1:41               | 4:37:19            | 2:04               | 2:45:01            |
|      | 8:20:50 | Eneko Llanos        | Spagna          | 51:39              | 1:48               | 4:33:27            | 2:10               | 2:51:49            |
|      | 8:21:23 | Rutger Beke         | Belgio          | 54:44              | 1:50               | 4:34:45            | 2:16               | 2:47:49            |
| 4    | 8:21:46 | Ronnie Schildknecht | Svizzera        | 54:56              | 1:58               | 4:34:26            | 2:08               | 2:48:20            |
| 5    | 8:26:17 | Cameron Brown       | Nuova Zelanda   | 51:50              | 2:04               | 4:36:47            | 1:59               | 2:53:39            |
| 6    | 8:30:23 | Patrick Vernay      | Nuova Caledonia | 51:58              | 1:52               | 4:42:49            | 2:06               | 2:51:40            |
| 7    | 8:33:50 | Andy Potts          | Stati Uniti     | 48:40              | 1:48               | 4:46:00            | 2:51               | 2:54:31            |
| 8    | 8:34:02 | Mathias Hecht       | Svizzera        | 51:42              | 1:46               | 4:36:55            | 2:28               | 3:01:13            |
| 9    | 8:34:47 | Michael Lovato      | Stati Uniti     | 52:58              | 1:52               | 4:45:21            | 2:27               | 2:52:12            |
| 10   | 8:36:53 | Eduardo Sturla      | Argentina       | 54:47              | 2:02               | 4:34:27            | 2:20               | 3:03:19            |

### Donne
| Pos. | Tempo   | Nome                 | Paese         | Ripartizione tempi | Ripartizione tempi | Ripartizione tempi | Ripartizione tempi | Ripartizione tempi |
| Pos. | Tempo   | Nome                 | Paese         | Nuoto              | T1                 | Bici               | T2                 | Corsa              |
| ---- | ------- | -------------------- | ------------- | ------------------ | ------------------ | ------------------ | ------------------ | ------------------ |
|      | 9:06:23 | Chrissie Wellington  | Regno Unito   | 56:20              | 2:06               | 5:08:16            | 1:59               | 2:57:44            |
|      | 9:21:20 | Yvonne Van Vlerken   | Paesi Bassi   | 1:06:49            | 1:50               | 5:05:34            | 2:42               | 3:04:27            |
|      | 9:22:52 | Sandra Wallenhorst   | Germania      | 1:03:21            | 2:33               | 5:14:57            | 3:28               | 2:58:36            |
| 4    | 9:24:49 | Erika Csomor         | Ungheria      | 59:09              | 2:19               | 5:18:12            | 2:06               | 3:03:05            |
| 5    | 9:28:51 | Linsey Corbin        | Stati Uniti   | 1:00:35            | 2:22               | 5:14:33            | 2:07               | 3:09:16            |
| 6    | 9:29:15 | Virginia Berasategui | Spagna        | 58:50              | 2:10               | 5:22:17            | 2:12               | 3:03:48            |
| 7    | 9:34:08 | Bella Comerford      | Regno Unito   | 59:02              | 2:27               | 5:21:46            | 2:25               | 3:08:31            |
| 8    | 9:36:53 | Gina Ferguson        | Nuova Zelanda | 54:45              | 2:15               | 5:26:29            | 2:07               | 3:11:19            |
| 9    | 9:37:06 | Gina Kehr            | Stati Uniti   | 54:45              | '2:00              | 5:21:46            | 4:02               | 3:14:36            |
| 10   | 9:39:53 | Dede Griesbauer      | Stati Uniti   | 54:52              | 2:06               | 5:20:52            | 2:48               | 3:19:17            |

## Gare di qualifica
Per poter gareggiare all'Ironman Hawaii del 2008, gli atleti hanno dovuto ottenere una delle qualifiche messe in palio nelle gare Ironman sparse per il mondo e in alcune competizioni Ironman 70.3 selezionate. Un certo numero di slot è stato messo a disposizione dei residenti alle Hawaii o attraverso una lotteria. La World Triathlon Corporation può, inoltre, invitare direttamente alcuni atleti.
La serie di gare Ironman nel 2008 è consistita in 20 competizioni, oltre alla gara dei Campionati del mondo dell'anno precedente (2007) - che ha garantito essa stessa un certo numero di slot per i Campionati del mondo dell'anno 2008.
La serie è iniziata con l'Ironman Wisconsin, che si è tenuto il 9 settembre 2007.

## Ironman - Risultati della serie

### Uomini
| Evento                | Oro                 | Tempo   | Argento             | Tempo   | Bronzo               | Tempo   |
| Wisconsin             | Maik Twelsiek       | 8:52:49 | Paul Fritzsche      | 9:03:22 | Uzziel Valderrabano  | 9:06:05 |
| Hawaii 2007           | Chris McCormack     | 8:15:34 | Craig Alexander     | 8:19:04 | Torbjørn Sindballe   | 8:21:30 |
| Florida               | Stephan Vuckovic    | 8:21:29 | Sergio Marques      | 8:23:49 | Bryan Rhodes         | 8:26:52 |
| Australia Occidentale | Patrick Vernay      | 8:06:00 | Raynard Tissink     | 8:09:20 | Mitchell Anderson    | 8:12:20 |
| Malaysia              | Faris Al-Sultan     | 8:34:42 | Petr Vabrousek      | 9:04:54 | Elmar Schuberth      | 9:06:03 |
| New Zealand           | Cameron Brown       | 8:24:49 | Frederik van Lierde | 8:31:35 | Kieran Doe           | 8:33:35 |
| Australia             | Patrick Vernay      | 8:31:33 | Mitchell Anderson   | 8:40:19 | Mathias Hecht        | 8:42:48 |
| South Africa          | Stephen Bayliss     | 8:18:23 | Raynard Tissink     | 8:23:09 | Peter Schoissengeier | 8:33:24 |
| Arizona               | Jozsef Major        | 8:34:19 | TJ Tollakson        | 8:34:36 | Jordan Rapp          | 8:35:04 |
| China                 | Olaf Sabatschus     | 8:52:14 | Byung Hoon Park     | 9:13:15 | Timothy Marr         | 9:14:17 |
| Lanzarote             | Bert Jammaer        | 8:59:37 | Teemu Toivanen      | 9:08:15 | Ain-Alar Juhanson    | 9:08:36 |
| Brazil                | Eduardo Sturla      | 8:28:24 | Olaf Sabatschus     | 8:38:56 | Sanson Benjamin      | 8:41:32 |
| France                | Marcel Zamora Perez | 8:34:18 | Hervé Faure         | 8:41:55 | Patrick Bringer      | 8:45:15 |
| Coeur d'Alene         | Tom Evans           | 8:34:22 | Viktor Zyemtsev     | 8:43:56 | Michael Lovato       | 8:48:22 |
| Germany               | Chris McCormack     | 7:59:55 | Eneko Llanos        | 8:00:49 | Timo Bracht          | 8:04:16 |
| Austria               | Marino Vanhoenacker | 8:06:11 | Stephen Bayliss     | 8:13:53 | Hannes Hempel        | 8:16:56 |
| Switzerland           | Ronnie Schildknecht | 8:16:05 | Stefan Reisen       | 8:32:10 | Frank Vytrisal       | 8:40:53 |
| Lake Placid           | Francisco Pontano   | 8:43:32 | Petr Vabrousek      | 8:55:20 | Mathias Hecht        | 8:56:33 |
| Canada                | Bryan Rhodes        | 8:30:12 | Bernard Hiebl       | 8:34:34 | Jasper Blake         | 8:36:08 |
| Louisville            | Maximilian Longree  | 8:33:58 | Chris McDonald      | 8:54:52 | Sergio Marques       | 8:59:15 |
| UK                    | Stephen Bayliss     | 8:53:58 | Scott Neyedli       | 9:04:29 | Andreas di Bernardo  | 9:08:24 |

### Donne
| Evento                | Oro                   | Tempo    | Argento              | Tempo    | Bronzo               | Tempo    |
| Wisconsin             | Gina Ferguson         | 9:37:03  | Hilary Biscay        | 10:01:30 | Ina Reinders         | 10:03:39 |
| Hawaii 2007           | Chrissie Wellington   | 9:08:45  | Samantha McGlone     | 9:14:04  | Kate Major           | 9:19:13  |
| Florida               | Nina Kraft            | 9:05:35  | Heleen bij de Vaate  | 9:07:40  | Tyler Stewart        | 9:09:18  |
| Australia Occidentale | Charlotte Paul        | 9:00:55  | Gina Ferguson        | 9:08:23  | Bella Comerford      | 9:14:25  |
| Malaysia              | Belinda Granger       | 9:29:21  | Yvonne van Vlerken   | 9:35:46  | Yasuko Miyazaki      | 10:14:01 |
| New Zealand           | Joanna Lawn           | 9:16:00  | Kate Bevilaqua       | 9:20:06  | Emi Shiono           | 9:23:26  |
| Australia             | Chrissie Wellington   | 9:03:55  | Kate Major           | 9:09:12  | Prue Oswin           | 10:00:11 |
| South Africa          | Bella Comerford       | 9:27:48  | Edith Niederfriniger | 9:27:53  | Lucie Zelenková      | 9:34:09  |
| Arizona               | Erika Csomor          | 9:14:49  | Michellie Jones      | 9:25:52  | Heather Gollnick     | 9:32:07  |
| China                 | Belinda Granger       | 10:08:37 | Donna Phelan         | 10:37:11 | Abigail Bayley       | 10:43:11 |
| Lanzarote             | Bella Comerford       | 10:02:27 | Heleen bij de Vaate  | 10:12:07 | Tara Norton          | 10:13:16 |
| Brazil                | Fernanda Keller       | 9:42:50  | Hillary Biscay       | 9:56:08  | Ladislava Cisarovska | 10:06:10 |
| France                | Martina Dogana        | 9:35:29  | Katja Schumacher     | 10:00:59 | Alexandra Louison    | 10:03:46 |
| Coeur d'Alene         | Heather Wurtele       | 9:38:58  | Heather Gollnick     | 9:50:34  | Tiina Boman          | 9:55:28  |
| Germany               | Chrissie Wellington   | 8:51:24  | Nicole Leder         | 9:17:26  | Wenke Kujala         | 9:24:54  |
| Austria               | Sandra Wallenhorst    | 8:47:26  | Bella Comerford      | 8:51:17  | Edith Niederfriniger | 8:59:45  |
| Switzerland           | Sibylle Matter        | 9:30:12  | Kathrin Pätzold      | 9:35:05  | Caroline Steffen     | 9:37:24  |
| Lake Placid           | Caitlin Shea-Kenney   | 9:51:00  | Kim Loeffler         | 9:54:55  | Hillary Biscay       | 9:58:45  |
| Canada                | Belinda Granger       | 9:17:58  | Alison Fitch         | 9:26:15  | Heather Wurtele      | 9:39:51  |
| Louisville            | Mariska Kramer-Postma | 9:54:17  | Heather Gollnick     | 9:56:53  | Lisbeth Kristensen   | 9:58:33  |
| UK                    | Bella Comerford       | 9:49:06  | Heike Funk           | 10:24:40 | Susanne Buckenlei    | 10:28:41 |

## Calendario competizioni
| Progr. | Data             | Evento                        | Sede                                 | Nazione       |
| ------ | ---------------- | ----------------------------- | ------------------------------------ | ------------- |
| 1      | 9 settembre 2007 | Ironman Wisconsin             | Madison, Wisconsin                   | Stati Uniti   |
| 2      | 13 ottobre 2007  | Ironman Hawaii                | Kailua-Kona, Hawaii                  | Stati Uniti   |
| 3      | 3 novembre 2007  | Ironman Florida               | Panama City Beach, Florida           | Stati Uniti   |
| 4      | 2 dicembre 2007  | Ironman Australia Occidentale | Busselton, Australia Occidentale     | Australia     |
| 5      | 23 febbraio 2008 | Ironman Malaysia              | Langkawi                             | Malaysia      |
| 6      | 1º marzo 2008    | Ironman New Zealand           | Taupo                                | Nuova Zelanda |
| 7      | 6 aprile 2008    | Ironman Australia             | Port Macquarie, Nuovo Galles del Sud | Australia     |
| 8      | 13 aprile 2008   | Ironman South Africa          | Port Elizabeth                       | Sudafrica     |
| 9      | 13 aprile 2008   | Ironman Arizona               | Tempe, Arizona                       | Stati Uniti   |
| 10     | 20 aprile 2008   | Ironman China                 | Haikou, Isola di Hainan              | Cina          |
| 11     | 24 maggio 2008   | Ironman Lanzarote             | Puerto del Carmen, Lanzarote         | Spagna        |
| 12     | 25 maggio 2008   | Ironman Brazil                | Florianópolis                        | Brasile       |
| 13     | 22 giugno 2008   | Ironman France                | Nizza                                | Francia       |
| 14     | 22 giugno 2008   | Ironman Coeur d'Alene         | Coeur d'Alene, Idaho                 | Stati Uniti   |
| 15     | 6 luglio 2008    | Ironman Germany               | Francoforte                          | Germania      |
| 16     | 13 luglio 2008   | Ironman Austria               | Klagenfurt                           | Austria       |
| 17     | 13 luglio 2008   | Ironman Switzerland           | Zurigo                               | Svizzera      |
| 18     | 20 luglio 2008   | Ironman Lake Placid           | Lake Placid, New York                | Stati Uniti   |
| 19     | 24 agosto 2008   | Ironman Canada                | Penticton, Columbia Britannica       | Canada        |
| 20     | 31 agosto 2008   | Ironman Louisville            | Louisville, Kentucky                 | Stati Uniti   |
| 21     | 7 agosto 2008    | Ironman UK                    | Bolton, Greater Manchester           | Regno Unito   |

## Medagliere competizioni
| Pos. | Paese           | Oro | Argento | Bronzo |    |
| ---- | --------------- | --- | ------- | ------ | -- |
| 1    | Regno Unito     | 8   | 3       | 2      | 13 |
| 2    | Germania        | 7   | 5       | 5      | 17 |
| 3    | Australia       | 6   | 6       | 2      | 14 |
| 4    | Nuova Zelanda   | 4   | 1       | 2      | 7  |
| 5    | Canada          | 2   | 2       | 3      | 7  |
| 6    | Svizzera        | 2   | 1       | 3      | 6  |
| 7    | Belgio          | 2   | 1       | 0      | 3  |
| 8    | Spagna          | 2   | 1       | 0      | 3  |
| 9    | Ungheria        | 2   | 0       | 0      | 2  |
| 10   | Nuova Caledonia | 2   | 0       | 0      | 2  |
| 11   | Stati Uniti     | 1   | 8       | 7      | 16 |
| 12   | Paesi Bassi     | 1   | 3       | 0      | 4  |
| 13   | Italia          | 1   | 1       | 1      | 3  |
| 14   | Argentina       | 1   | 0       | 0      | 1  |
| 15   | Brasile         | 1   | 0       | 0      | 1  |
| 16   | Rep. Ceca       | 0   | 2       | 2      | 4  |
| 17   | Sudafrica       | 0   | 2       | 0      | 2  |
| 18   | Austria         | 0   | 1       | 4      | 5  |
| 19   | Francia         | 0   | 1       | 3      | 4  |
| 20   | Finlandia       | 0   | 1       | 1      | 2  |
| 21   | Portogallo      | 0   | 1       | 1      | 2  |
| 22   | Corea del Sud   | 0   | 1       | 0      | 1  |
| 23   | Ucraina         | 0   | 1       | 0      | 1  |
| 24   | Danimarca       | 0   | 0       | 2      | 2  |
| 25   | Giappone        | 0   | 0       | 2      | 2  |
| 26   | Estonia         | 0   | 0       | 1      |    |
| 27   | Messico         | 0   | 0       | 1      | 1  |